# Psychopsis elegans
Psychopsis elegans är en insektsart som först beskrevs av Félix Édouard Guérin-Méneville 1844.
Psychopsis elegans ingår i släktet Psychopsis och familjen Psychopsidae. Inga underarter finns listade i Catalogue of Life.